# Passiflora pardifolia
Passiflora pardifolia är en passionsblomsväxtart som beskrevs av Vanderpl.. Passiflora pardifolia ingår i släktet passionsblommor, och familjen passionsblomsväxter. Inga underarter finns listade i Catalogue of Life.

## Bildgalleri

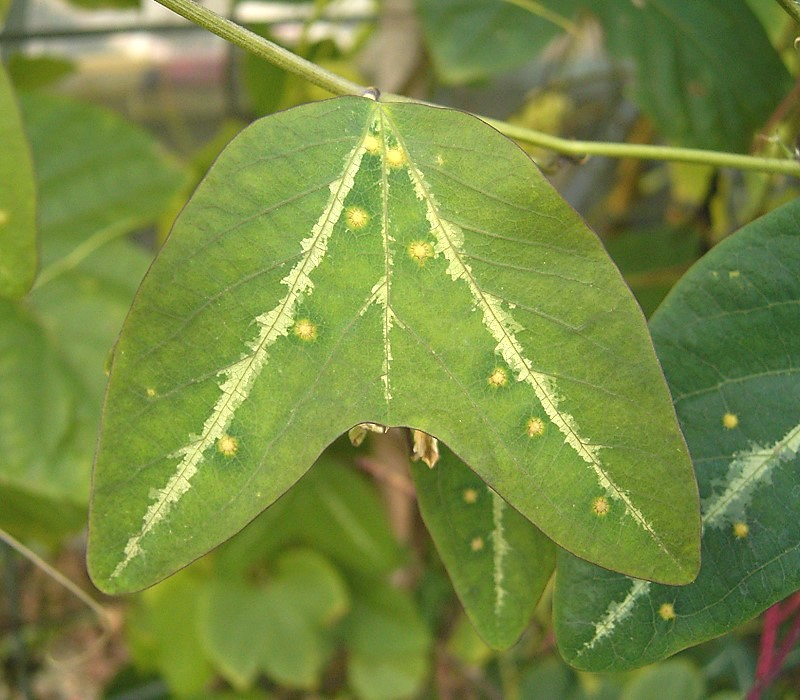
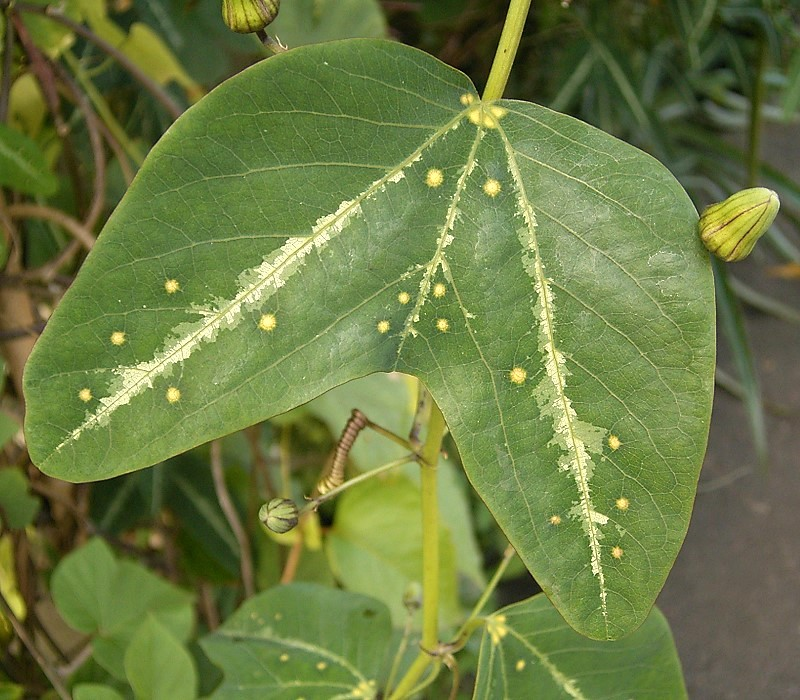
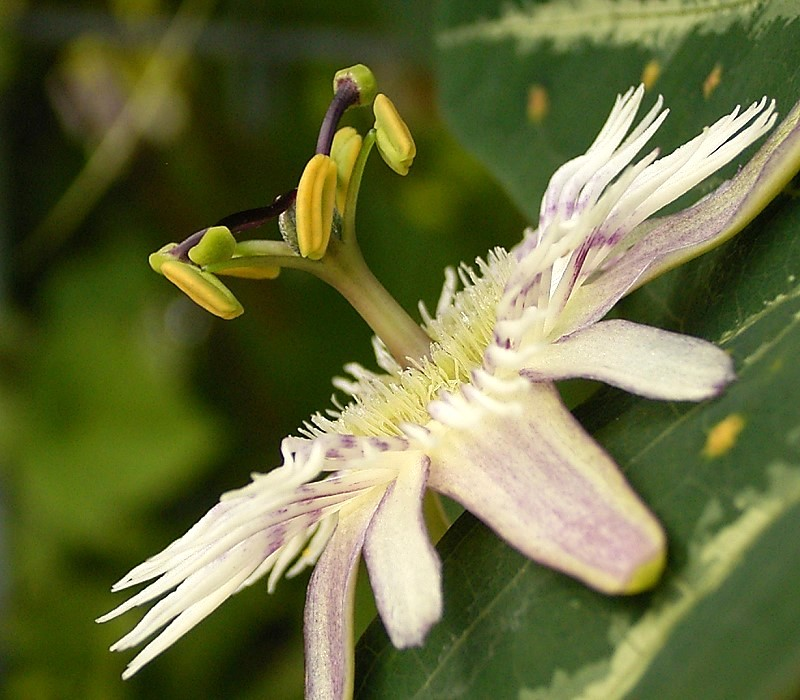
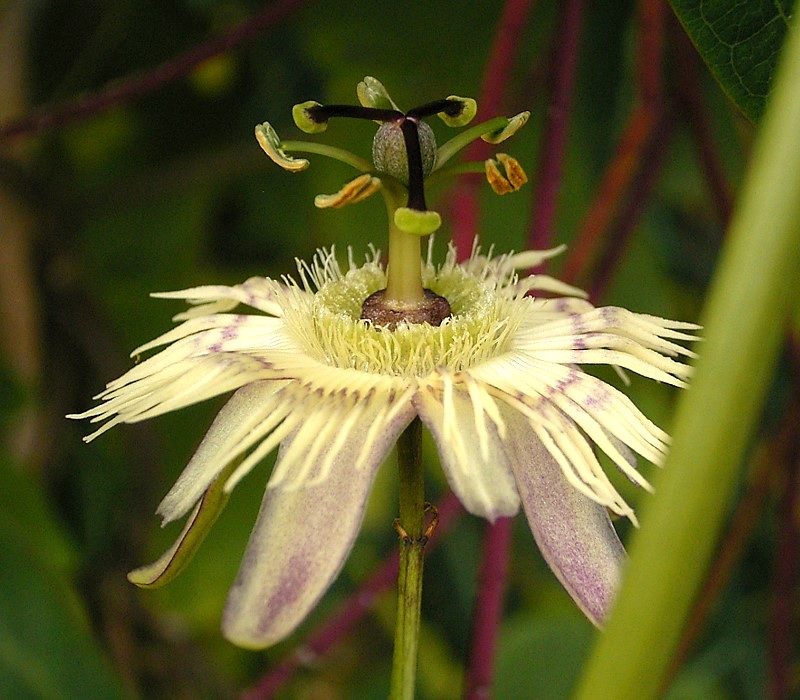